# Jeffrey Sterling

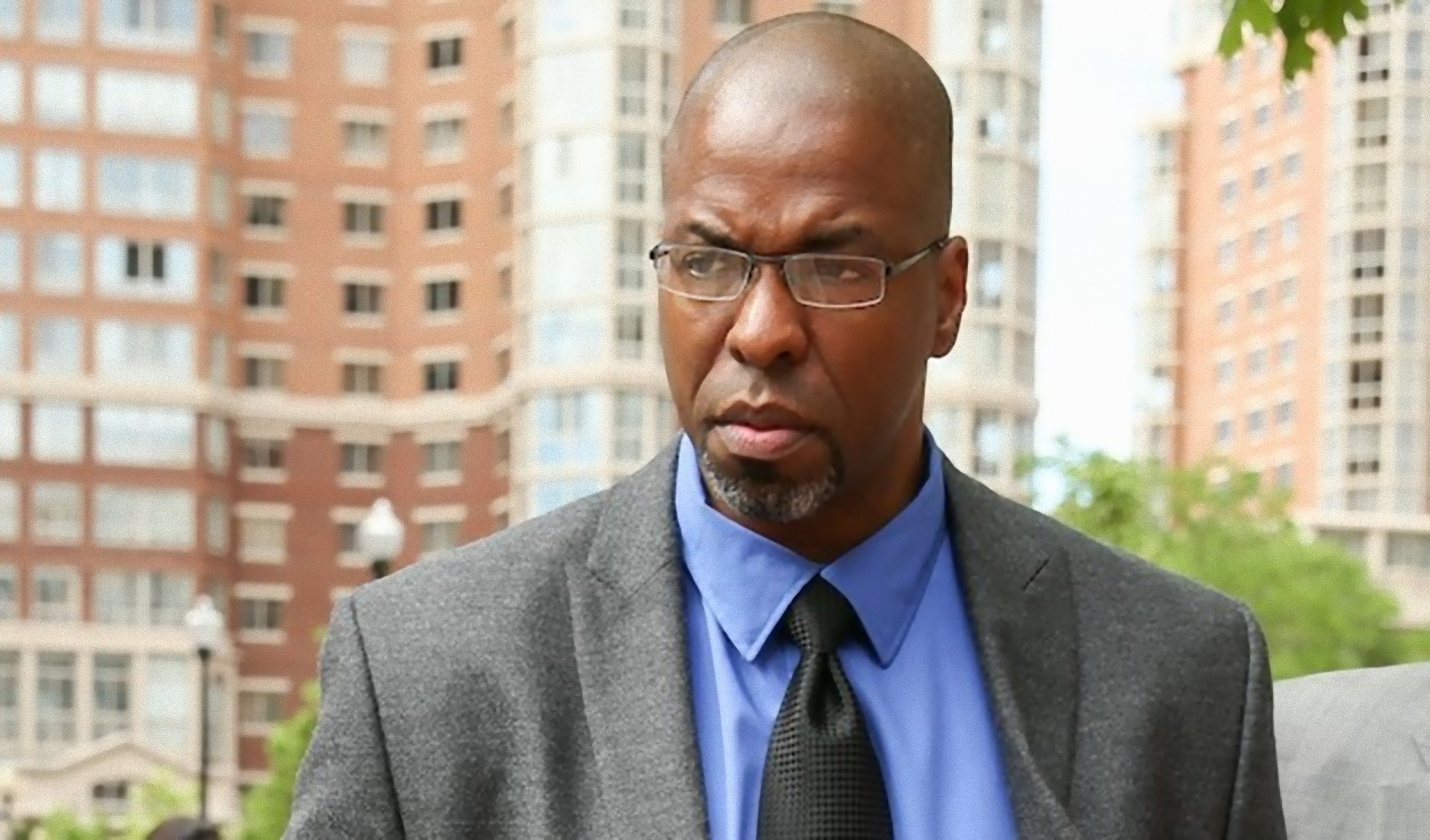
Jeffrey Sterling

Jeffrey Sterling, född i Cape Girardeau, är en amerikansk visselblåsare och tidigare CIA-agent som dömts till 3,5 års fängelsestraff för att ha överlåtit känslig information åt New York Times-journalisten James Risen. Han fick sitt fängelsestraff
i maj 2015, trots att han uppgett sig vara oskyldig. Enligt reportrar utan gränser lyckades justitiedepartementet inte presentera direkta bevis för att han skulle ha överlåtit känslig information år Risen.
Reportrar utan gränser lämnade tillsammans med Sterlings fru en petition med över 150 000 underskrifter om att han skall benådas av Vita huset.